# Клечке
Клечке је насеље у општини Зубин Поток на Косову и Метохији. Атар насеља се налази на територији катастарске општине Бања. Често се сматра засеоком Бања, али је удаљеније од центалног насеља и налази се испод Иван Брда, јужног обронка планине Рогозне, на изворишту Бањског Потока. До села се долази локалним путевима кроз село Бање, или путем који води до Горњих Варага и Витакова. После ослобађања од турске власти место је у саставу Рашког округа, у срезу дежевском, у општини рајетићској и 1912. године има 36 становника. Насеље је припојено територији Косова и Метохије 18. априла 1947. године.

## Демографија
Насеље има српску етничку већину.
Број становника на пописима:
- попис становништва 1948. године: 40
- попис становништва 1953. године: 64
- попис становништва 1961. године: 77
- попис становништва 1971. године: 68
- попис становништва 1981. године: 48
- попис становништва 1991. године: 30